# La Libertad
La Libertad là một đô thị thuộc bang Chiapas, México. Năm 2005, dân số của đô thị này là 5286 người.